# 裂瓣朱槿

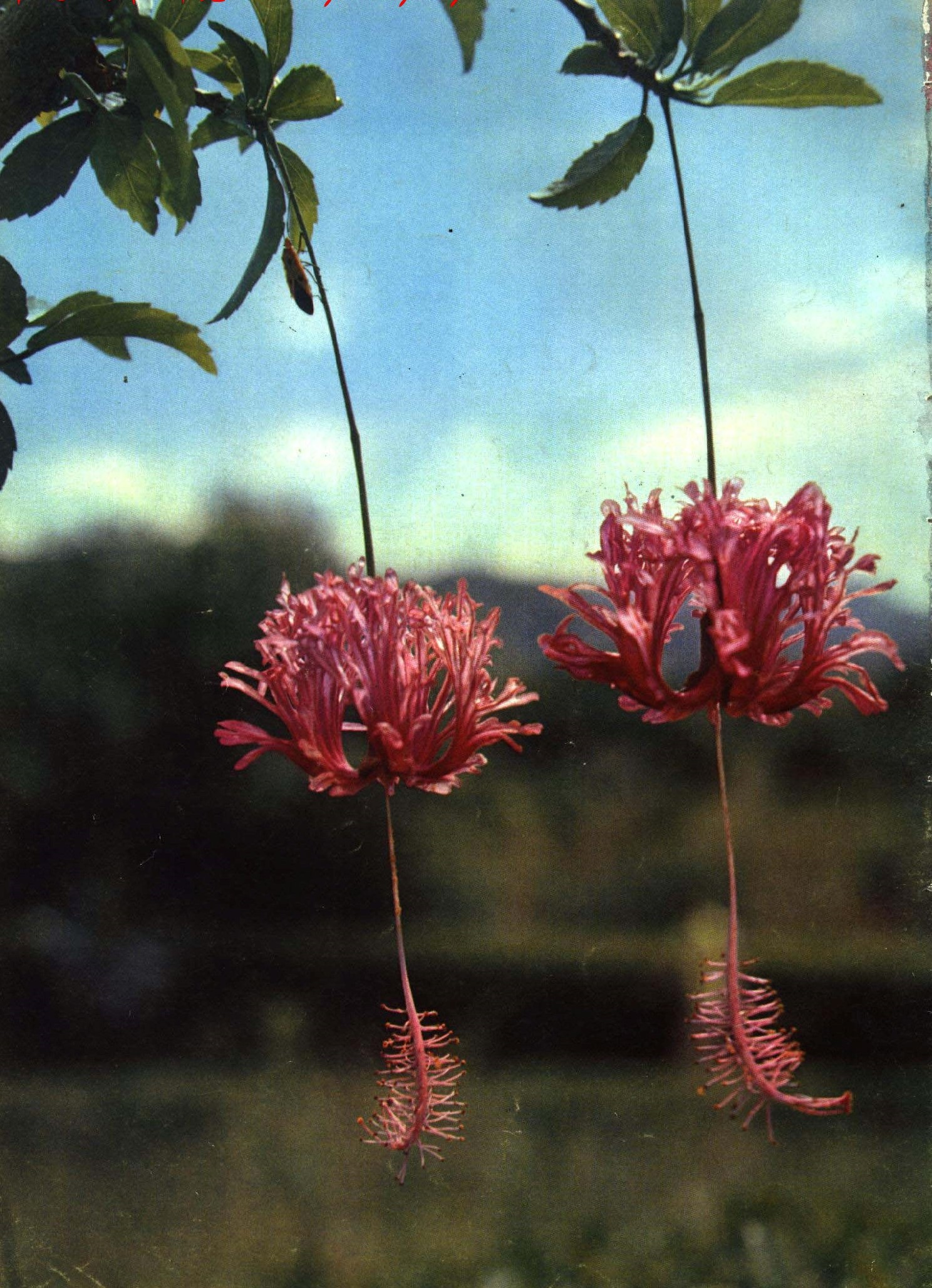
1965年

裂瓣朱槿（學名：Hibiscus schizopetalus）又名吊灯扶桑，是一種屬於錦葵科木槿屬的常綠灌木，原產於非洲東部肯亞、坦桑尼亚、莫桑比克等地，依其花型又俗稱燈籃仔花，常做為綠籬可長至3公尺高，早上花開到花謝約一天，紅色花瓣會裂開向上捲起，下方垂吊著一花蕊。